# The Norfolk Burnhams
The Norfolk Burnhams – grupa wsi w Anglii, w hrabstwie Norfolk, w dystrykcie King’s Lynn and West Norfolk. Obejmuje Burnham Market, Burnham Norton, Burnham Overy oraz Burnham Thorpe (pierwotnie istniało 7 wsi Burnham).